# Petit lac Prespa
Ne doit pas être confondu avec Lac Prespa.
Le petit lac Prespa, en albanais Prespa e Vogël, en grec  / Limni Mikri Prespa, en macédonien Мало Преспанско Езеро, Malo Prespansko Ezero, est un lac partagé entre l'Albanie et la Grèce, au sud du grand lac Prespa. La plus grande partie du lac (42,5 km2) est en territoire grec ; seule l'extrémité méridionale (4,3 km2) est en Albanie.

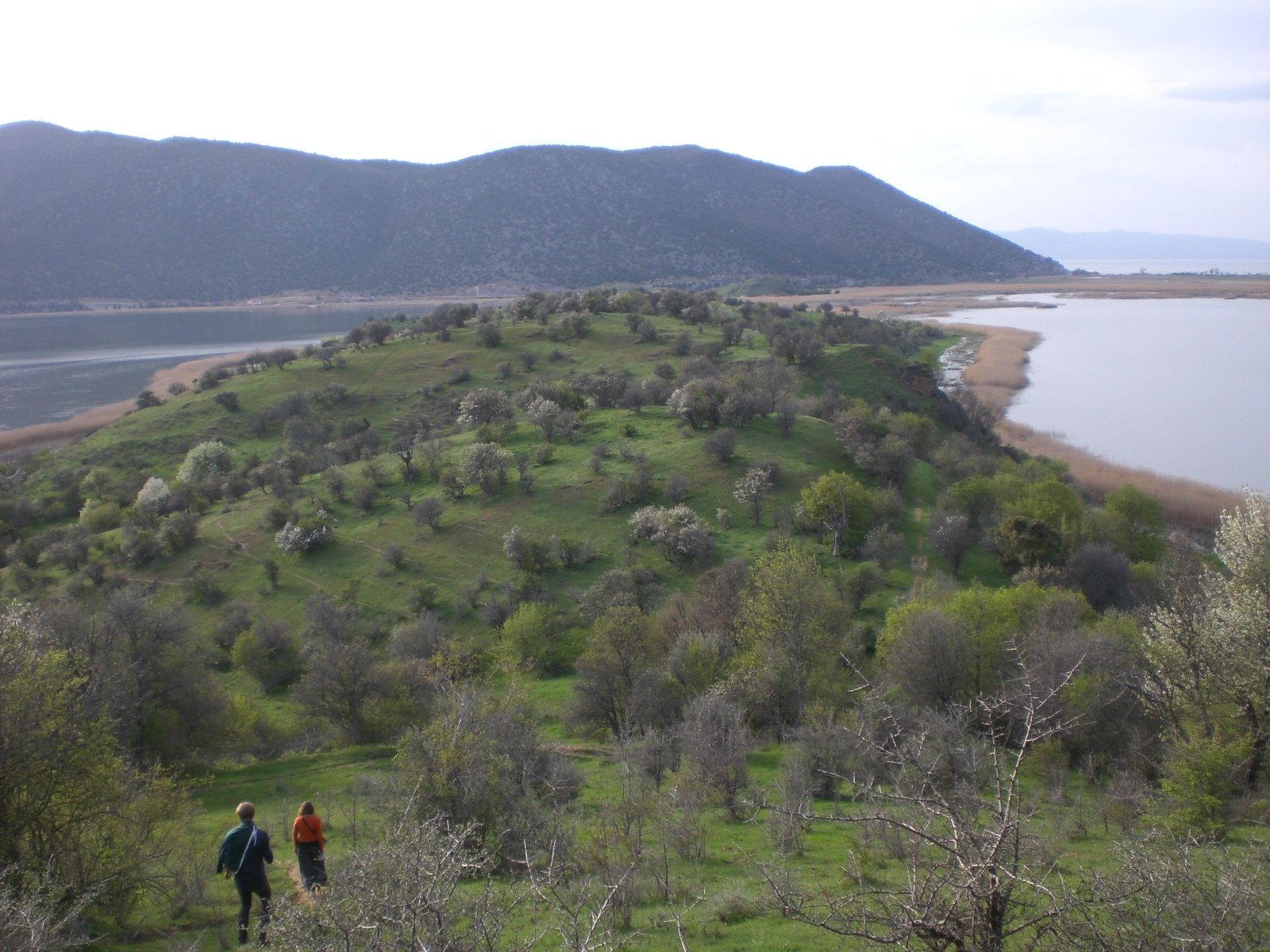
Vue depuis le sommet d'Ágios Achíllios avec le grand lac Prespa au loin.

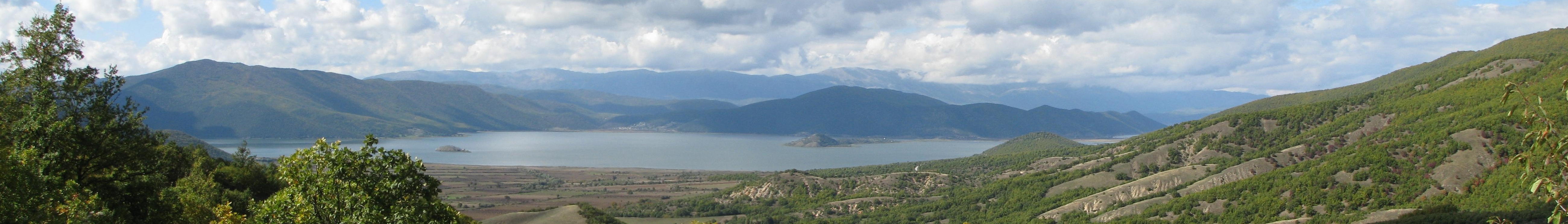
Vue panoramique du petit lac Prespa depuis l'est avec les îles de Vidronisi (à gauche) et d'Ágios Achíllios (à droite).